# Speicker Straße 3 (Mönchengladbach)

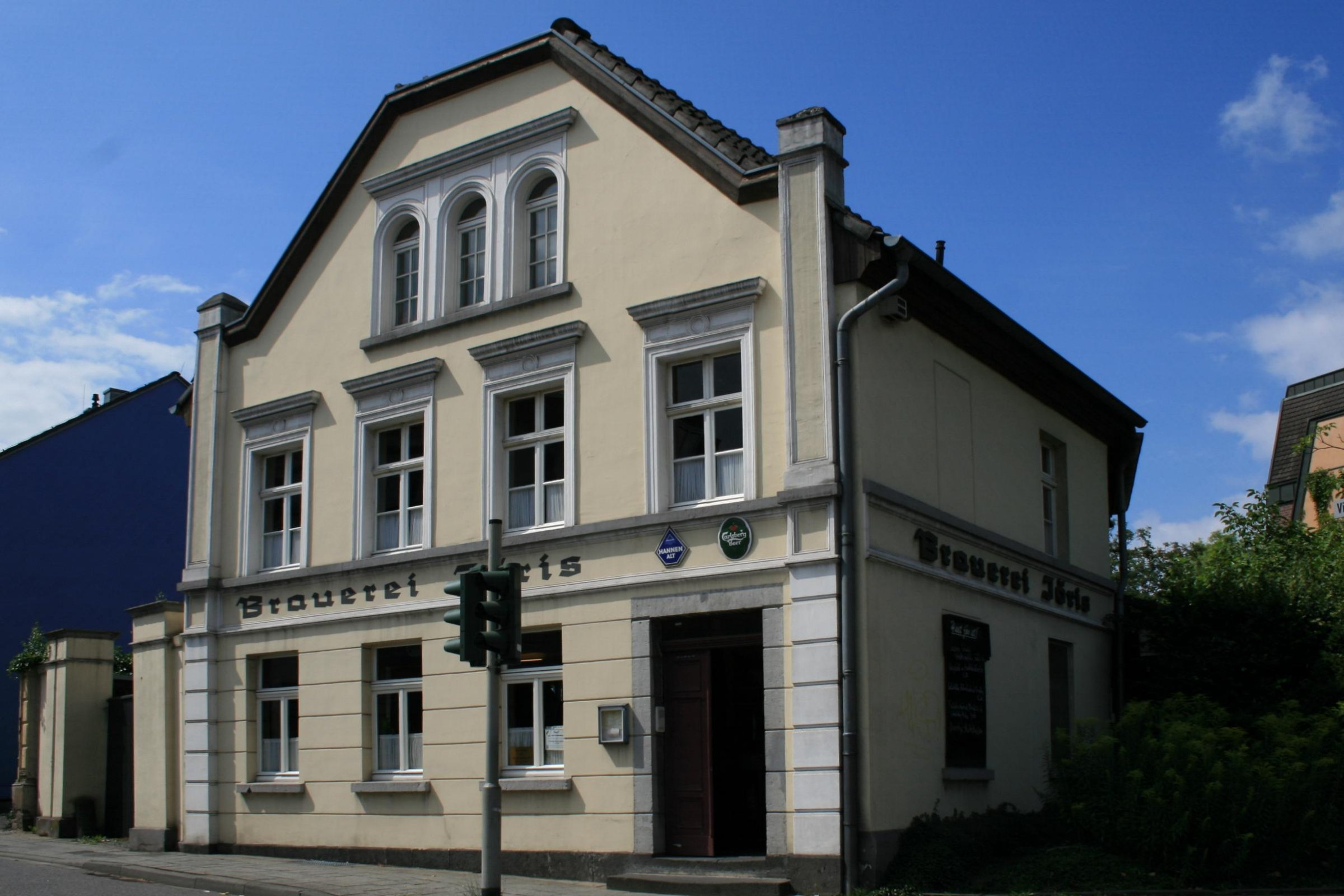
Brauerei Joeris (2010)

Das Wohngeschäftshaus Speicker Straße 3 steht im Stadtteil Westend in Mönchengladbach (Nordrhein-Westfalen).
Das Gebäude wurde in der Mitte des 19. Jahrhunderts erbaut und war Sitz der Brauerei Joeris. Es wurde unter Nr. S 002 am 4. Dezember 1984 in die Denkmalliste der Stadt Mönchengladbach eingetragen.

## Lage
Das Objekt liegt im Westend unterhalb des Münsters, außerhalb der historischen Stadtmauer an der südwestlichen Ecke der Kreuzung von Speicker Straße, Vitusstraße, Rheydter Straße, Fliethstraße und Bleichstraße.

## Architektur
Es handelt sich um ein zweigeschossiges Wohn-Geschäftsgebäude einer ehemaligen Brauerei mit ausgebautem Dachgeschoss aus der Mitte des 19. Jahrhunderts, im Kern wohl älter. Das Gebäude ist mit einem Satteldach mit Krüppelwalm zeigt den Ziergiebel zur Vitusstraße schräg versetzt. Links neben dem Giebel der Vitusstraße ist eine Wirtschaftseinfahrt mit Tor vorhanden.